# Karoline Georges
Karoline Georges, née le 22 juin 1970 à Montréal, est une écrivaine québécoise. Elle œuvre aussi comme artiste multidisciplinaire et s'intéresse aux arts numériques.

## Biographie

### Jeunesse et formation
Karoline Georges naît le 22 juin 1970 à Montréal. Elle suit des cours en ballet classique pendant une quinzaine d'années, mais un accident routier l'empêche finalement de poursuivre dans cette voie. Elle poursuit des études supérieures en arts interdisciplinaires et en cinéma à l'Université du Québec à Chicoutimi, puis des études en histoire de l’art à l'Université du Québec à Montréal.

### Carrière
La Mue de l'hermaphrodite, son premier roman, paraît en 2001 aux  Éditions Leméac, avant qu'elle ne publie en 2003, toujours aux Éditions Leméac, L'Itinérante qui venait du Nord, un ouvrage de littérature d'enfance et de jeunesse qui remporte le Sceau d'argent du Prix du livre M. Christie. Karoline Georges fait ensuite paraître Ataraxie (L’Effet pourpre, 2004) ainsi que (l’individualiste) (Maelström / Bruxelles, 2006),.
En 2011, elle attire de nouveau l'attention avec Sous béton publié chez les Éditions Alto, repris par les Éditions Folio SF en 2018,,,. Elle fait aussi paraître un recueil de nouvelles, Variations endogènes, publié aux Éditions Alto en 2014,,. En 2017, elle publie De synthèse aux Éditions Alto,.
Karoline Georges signe également des textes dans des publications collectives, notamment dans Table des matières (Quartanier, 2007) ainsi que Hoax (Éditions ères, 2008). En plus d'assurer la scénarisation de courts-métrages, elle signe des textes dans diverses revues littéraires et artistiques (Virages, Zinc, XYZ, Estuaire et Vie des arts) et crée plusieurs œuvres numériques à dominante littéraire, comme POIESIS.
Elle participe notamment aux Rencontres Internationales Paris/Berlin, à L’art au féminin, aux Entretiens Jacques Cartier à Lyon, au Marché francophone de la Poésie de Montréal, à la Manifestation Internationale d’art de Québec, au Festival Voix d’Amériques ainsi qu'au Festival International de la littérature,,. 
Récipiendaire du Prix d'excellence de la Famille des Arts et du département d'histoire de l'art de l'Université du Québec à Montréal, elle remporte également le FutureFest Art Prize, au Royaume-Uni, en 2016, le Prix Jacques-Brossard ainsi que le Prix du Gouverneur général, catégorie romans et nouvelles de langue française, en 2018 pour son roman De synthèse,,.
Karoline Georges gagne aussi le Prix Relève du Conseil Montérégien de la Culture et des Communications en 2006. De plus, en 2021, elle est désignée Artiste de l'année en Montérégie par le Conseil des arts et des lettres du Québec,.

## Œuvres

### Romans
- La mue de l'hermaphrodite, Montréal, Éditions Leméac, 2001, 109 p. [Réédition : Paris, Éditions ères, 2008] [Réédition : Montréal, Bibliothèque québécoise, 2020]  (ISBN 2-7609-3239-7 et 9782894064481)
- Ataraxie, Montréal, L'Effet pourpre, 2004, 145 p. [Réédition : Québec, Éditions Alto, 2017]  (ISBN 2-922660-22-2 et 9782896943449)
- Sous béton, Québec, Alto, 2011, 182 p. [Réédition : Paris, Folio SF, 2018] (ISBN 978-2-923550-78-7)
- De synthèse, Québec, Alto, 2017, 219 p. [Réédition : Québec, Éditions Alto, CODA, 2018] [Réédition : Paris, Folio SF, 2020] (ISBN 9782896943494)

### Nouvelles
- Variations endogènes, Québec, Alto, 2014, 152 p.  (ISBN 9782896941803)
- Post-po, Montréal, Québec Amérique, 2021, n.p.  (ISBN 9782764445372)

### Littérature jeunesse
- L'itinérante qui venait du Nord, illustrations de Catherine Côte, Montréal, Éditions Leméac, 2003, 45 p.  (ISBN 2-7609-4207-4 et 9782760942073)

### Poésie
- (l'individualiste), Bruxelles, Maëlstrom, 2006, n.p.  (ISBN 2-930355-54-9)

### Littérature numérique
- POIESIS, œuvre numérique multimédiatique[22]

## Prix et honneurs
- 2003 - Récipiendaire : Sceau d'argent, Prix du livre M. Christie (pour L'Itinérante qui venait du Nord)[4]
- 2006 - Récipiendaire : Prix Relève du Conseil Montérégien de la Culture et des Communications[23]
- 2009 - Sélection du Jury : Prix Poésie Média de la Biennale Internationale des Poètes en Val De Marne (pour Programme d'entraînement à l'usage d'une conscience hygiénique)
- 2012 - Finaliste : Prix des libraires du Québec (pour Sous béton)[24]
- 2012 - Récipiendaire : Prix à la création artistique en Montérégie du Conseil des arts et des lettres du Québec[25]
- 2016 - Récipiendaire : FutureFest Art Prize (Royaume-Uni) (pour Our Profiles Kiss)[26]
- 2016 - Sélection officielle : 4th Ó Bhéal Poetry-Film Competition (Irlande) (pour Repères)
- 2017 - Longlist : The Lumen Prize (Royaume-Uni) (pour Repères)
- 2018 - Première sélection : Prix des libraires du Québec (pour De synthèse)[27]
- 2018 - Récipiendaire : Prix Jacques-Brossard de la science-fiction et du fantastique (pour De synthèse)[18]
- 2018 - Récipiendaire : Prix Aurora-Boréal (pour De synthèse)[28]
- 2018 - Récipiendaire : Prix Arlette-Cousture des Grands Prix du livre de la Montérégie (pour De synthèse)[29]
- 2018 - Finaliste : Prix des Horizons imaginaires (pour De synthèse)[30]
- 2018 - Récipiendaire : Prix du Gouverneur général : romans et nouvelles de langue française (pour De synthèse)[20]
- 2019 - Finaliste : Prix littéraire des collégiens (pour De synthèse)[31]
- 2021 - Récipiendaire : Prix du CALQ - Artiste de l'année en Montérégie[21]
- 2022 - Première sélection : Dublin Literary Award (pour The Imago Stage)